# Роже де Мулен
Роже́ де Муле́н (фр. Roger de Moulins; убит 1 мая 1187 года близ Назарета, Галилея) — восьмой великий магистр духовно-рыцарского ордена госпитальеров в 1177—1187.

## Биография

### До избрания магистром
Роже де Мулен предположительно родился в Нормандии и, возможно, происходил из дворянского семейства Лимозен, владевшего замком Мулен; точных данных о месте и дате рождения магистра нет, и эта версия остаётся лишь гипотезой историков. Документально зафиксировано, что в 1173 году он уже состоял в ордене госпитальеров и занимал в нём достаточно важный пост. В то же время в документах за 1175 год он упоминается как рядовой брат антиохийской прецептории.

### Деятельность в качестве великого магистра
В 1177 году, после смерти Жильбера Сирийского, Роже де Мулен был избран великим магистром. Не прошло и нескольких месяцев, как ему пришлось возглавить небольшой корпус госпитальеров, отправившийся на помощь войскам Балдуина IV. Неизвестно, приняли эти рыцари участие в битве при Монжизаре или явились на поле боя уже после того, как сражение завершилось, но подробности битвы известны нам именно благодаря сохранившемуся письму Роже де Мулена. Некоторые арабские источники утверждают, что в мае 1179 года великий магистр госпитальеров попал в плен к мусульманам, однако уже в следующем месяце был отпущен; неизвестно, имеется ли в данном случае в виду Роже де Мулен, поскольку арабские хронисты плохо разбирались в иерархии католических духовно-рыцарских орденов и, вполне возможно, ошибочно назвали магистром одного из рыцарей.
На тот момент орден Святого Иоанна представлял значительную военную и политическую силу, влиявшую на политику Иерусалимского королевства. Конфликт между госпитальерами и тамплиерами, начавшийся задолго до того, как де Мулен возглавил рыцарей-иоаннитов, к тому времени достиг кульминации. Это привело к тому, что в 1179 году на соборе в Латране эти духовно-рыцарские ордена были ограничены в правах — в частности, им запрещалось присваивать доходы от церквей, находившихся во владениях светских феодалов, принимать в свои ряды мирян, отлучённых от церкви или находящихся под интердиктом, а также аннулировались некоторые дарственные в пользу обоих орденов. Эти меры возмутили де Мулена, и часть ограничений вновь была отменена папским решением от 26 августа 1180 года; вскоре также вышло предписание, согласно которому любой, кто нападал с оружием на госпитальера, немедленно подвергался отлучению.
К середине 1180-х годов Иерусалимское королевство оказалось в тяжёлом положении — Балдуин IV медленно умирал от проказы, достойного наследника у него не было, а христианским владениям постоянно угрожал Саладин. Единственным способом спасения королевства была военная помощь из Европы, и в июне 1184 года Балдуин отправил к европейским королям посольство во главе с Роже де Муленом, патриархом Ираклием и магистром тамплиеров Арно де Торожем. Делегация получила аудиенцию у императора Фридриха I в Вероне; там скончался Арно де Торож, и де Мулен продолжил путь вместе с Ираклием. 16 января 1185 года магистр госпитальеров прибыл в Париж и был принят королём Франции Филиппом II. Несмотря на то, что Филипп согласился помочь ордену и Иерусалимскому королевству деньгами, он отказался организовать Крестовый поход, опасаясь, что в его отсутствие его владения будут атакованы англичанами. В свою очередь, английский король Генрих II Плантагенет встретился с де Муленом в Рединге и также отказал ему в военной помощи. Тем не менее, многие английские, нормандские, гасконские и бретонские рыцари по собственной инициативе приняли крест и согласились последовать за магистром в Иерусалим, а сам Генрих II некоторое время сопровождал их в дороге.
Роже де Мулен возвратился в Иерусалим незадолго до смерти малолетнего Балдуина V, после которой между знатью королевства разгорелись споры о том, кому следует передать престол. Тамплиеры во главе с Жераром де Ридфором поддержали права королевы Сибиллы; тогда де Мулен выступил против них, потребовав, чтобы наследника выбрали Папа, император Священной Римской империи и короли Франции и Англии. Возмущение магистра было столь велико, что он упрямо отказывался отдать хранившийся у него ключ от королевской сокровищницы до тех пор, пока ему не пригрозили расправой, после чего он был вынужден подчиниться общему решению.
В апреле 1187 года Роже де Мулен вместе с Жераром де Ридфором, Балианом Ибелином и Рено де Сидоном отправился к Раймунду Триполийскому, чтобы просить его присоединиться к королевской армии в войне против сарацин. 1 мая сравнительно небольшой отряд христиан (около 130 рыцарей и 400 пехотинцев), направлявшийся к Раймунду, подвергся нападению семитысячной арабской армии близ Назарета и был практически полностью уничтожен. Роже де Мулен был убит ударом копья в грудь. Спаслись лишь Жерар де Ридфор, бежавший с поля боя ещё до конца сражения, два тамплиера и пятеро госпитальеров.
Гибель Роже де Мулена стала тяжёлым ударом для госпитальеров и ознаменовала начало глубокого кризиса, затронувшего основные духовно-рыцарские ордена Палестины. После его смерти иоаннитами недолгое время управлял прецептор Уильям Боррел, а затем магистром был избран Эрмангаль д’Асп.